# 175 Andromache
A 175 Andromache a Naprendszer kisbolygóövében található aszteroida. James Craig Watson fedezte fel 1877. október 1-jén.